# Thomas Willis
Thomas Willis (Great Bedwyn, Wiltshire, 27 de Janeiro de 1621 — Londres,  11 de Novembro de 1675) foi um médico inglês que desempenhou um papel importante na história das ciências médicas e foi co-fundador da Royal Society (1662). 
A sua carreira médica teve início em Westminster (Londres), e depois, de 1660 até à sua morte, na Universidade de Oxford, onde foi titular da cátedra de Filosofia natural. Foi um dos pioneiros da pesquisa neuroanatómica.

## Publicações

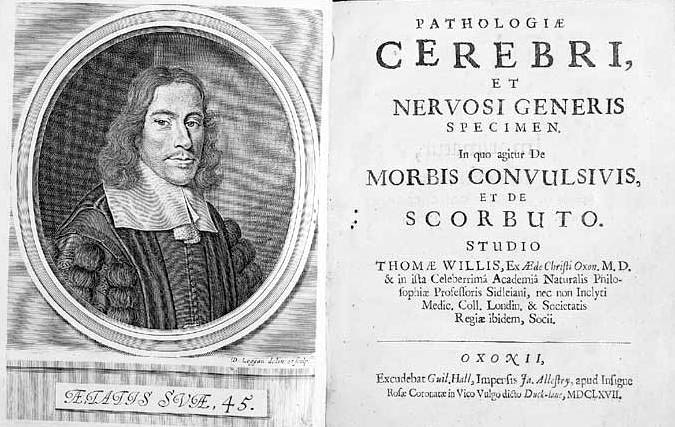
Pathologiae Cerebri et Nervosi Generis Specimen

- Diatribæ duæ medico-philosophicæ, quarum prior agit de fermentatione sive de motu intestino particularum in quovis corpore, altera de febribus sive de motuearundum in sanguine animalum. Londini: T. Roycroft, 1659.
- Cerebri anatome: cui accessit nervorum descriptio et usus. Londini: typ. J. Flesher, imp. J. Martyn & J. Allestry, 1664.
- Pathologiae cerebri, et nervosi generis specimen in quo agitur de morbis convulsivis et de scorbuto. Amstelodami: apud D. Elzevirium, 1668.
- Affectionum quæ dicuntur hystericæ et hypochondriacæ pathologia spasmodica vindicata. Accesserunt exercitationes medico-physicae duae de sanguinis accensione et de motu musculari. London: Jacob Allestry, 1670.
- Affectionum quæ dicuntur hystericæ et hypochondriacæ pathologia spasmodica vindicata, contra responsionem epistolarem Nathanael. Highmori. Cui accesserunt exercitationes medico-physicae duæ. 1. de sanguinis accensione; 2, De motu musculari. Lugduni Batavorum: Driehuysen et Lopez, 1671.
- De anima brutorum quæ hominis vitalis ac sensitiva est, excertitationes duæ; prior physiologica ejusdem naturam, partes, potentias et affectiones tradit; altera pathologica morbos qui ipsam, et sedem ejus primarium, nempe ceerebrum et nervosum genus atticiunt, explicat, eorumque therapeias instituit. London: R. Davis, 1672.
- Pharmaceutice rationali, sive diatriba de medicamentorum operationibus in humano corpore. Londini: R. Scout, 1674-75. Pars secunda. Oxonii: Theatro Sheldoniano, 1675. 2 vols.
- Opera omnia. Genevae: apud Samuelem de Tournes, 1676-80.
- Practice of physick. London: T. Dring, C. Harper and J. Leigh, 1684.